# Kerns
Kerns je obec ve švýcarském kantonu Obwalden. Leží přibližně 2 kilometry severovýchodně od hlavního města kantonu, Sarnenu, v nadmořské výšce 564 metrů. Žije zde přibližně 6 300 obyvatel. 

## Geografie

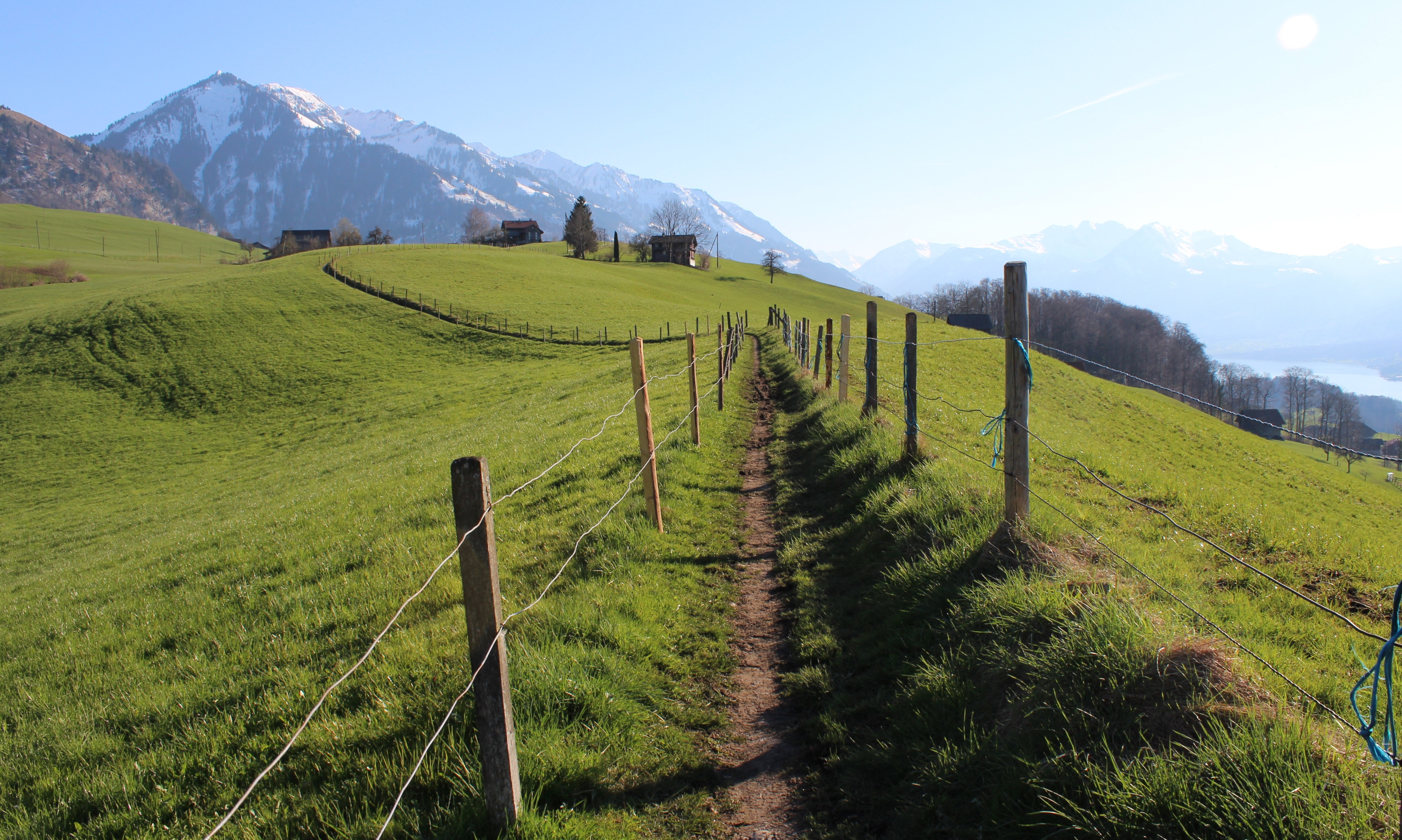
Krajina v oblasti osady St. Jakob

Obec leží nedaleko hlavního města Sarnenu v nadmořské výšce 564 metrů, nejvyšší hora je Rotsandnollen (2700 m). Obec Kerns je se svou rozlohou 9 254 ha největší ze sedmi obcí kantonu Obwalden. Zároveň je dle rozlohy 52. největší obcí Švýcarska. K obci patří jezera Melchsee, Tannensee a Blausee a malá jezírka Gerzensee a Blindseeli v tzv. Kernském lese (Kernwald). Na okraji katastru se nachází také jezero Wichelsee. Západní hranici obce tvoří z velké části tok řeky Grosse Melchaa.
Pouze 2,5 % rozlohy celé obce tvoří osídlená půda. Velkou část území obce, 28,8 %, pokrývají lesy a lesní porosty. Téměř polovina území obce, přesně 46,7 %, je využívána pro zemědělství, často jako vysokohorské pastviny. 21,9 % tvoří neproduktivní oblasti, většinou hory a jezera.
Ke Kernsu patří místní části Dorf, Dietried, Halten, Melchtal, Siebeneich, St. Niklausen a Sand/Wisserlen. Pod Kerns patří také středisko letních a zimních sportů Melchsee-Frutt, nacházející na samém jihu katastru, přibližně 14 kilometrů od centra obce.
Obec Kerns sousedí na severu s obcí Ennetmoos, na severovýchodě s Dallenwilem, na východě s Wolfenschiessenem (všechny z kantonu Nidwalden), na jihovýchodě s Innertkirchenem, na jihu s Haslibergem (obě kanton Bern), na jihozápadě s Lungernem, na západě se Sachselnem, na severozápadě se Sarnenem a na severoseverozápadě s Alpnachem.

## Historie

Letecký pohled na Kerns (1950)

Kerns se poprvé objevuje v roce 1036 v soupisu pozemkové držby Lenzburgu ve středním Švýcarsku jako Chernz. Farní kostel svatého Galluse (ecclesia de chernen), zmiňovaný v roce 1173, je základovou stavbou z 11./12. století. Další budovy pocházejí z 15. a 16. století, novou budovu postavil v letech 1761–1768 Jakob Singer. Po požáru roku 1813 byly chór a věž v letech 1814–1816 přestavěny Josefem Singerem. Práva na kostel a jeho majetek měly benediktinské kláštery Beromünster, Muri a St. Blasien. V roce 1367 prodal Beromünster svůj statek v Kernsu s patronátním právem ke kostelu klášteru Engelberg. V roce 1464 byly církevní právo a kolatura převedeny na náboženskou obec, tzv. Kirchgenossengemeinde, která byla od pozdního středověku základní politickou a hospodářskou organizační formou v Kernsu. Spojovala úkoly družstva (korporace), občanské obce (od kantonální ústavy z roku 1867 totožné označení pro církevní družstevní obec), církevní obce (institucionalizované až v roce 1970) a občanské obce zavedené v roce 1850. Od roku 1850 se skládá ze všech osob, které mají právo volit do zemského sněmu, mají právo užívat obecní majetek (podmínka zrušena v roce 1902) a mají bydliště v obci. Nejpozději od počátku 15. století vystřídala farní družstva samostatná alpská družstva. Z toho se vyvinula dnešní složitá komunální struktura Kernsu s nezávislými institucemi korporace, horských družstev a občanského společenství na jedné straně a společenství obyvatel a církve (od roku 1970) na straně druhé, které spravují stejní radní. Reformovaní obyvatelé Kernsu patří k evangelické reformované farnosti Obwalden, která byla založena v roce 1907.

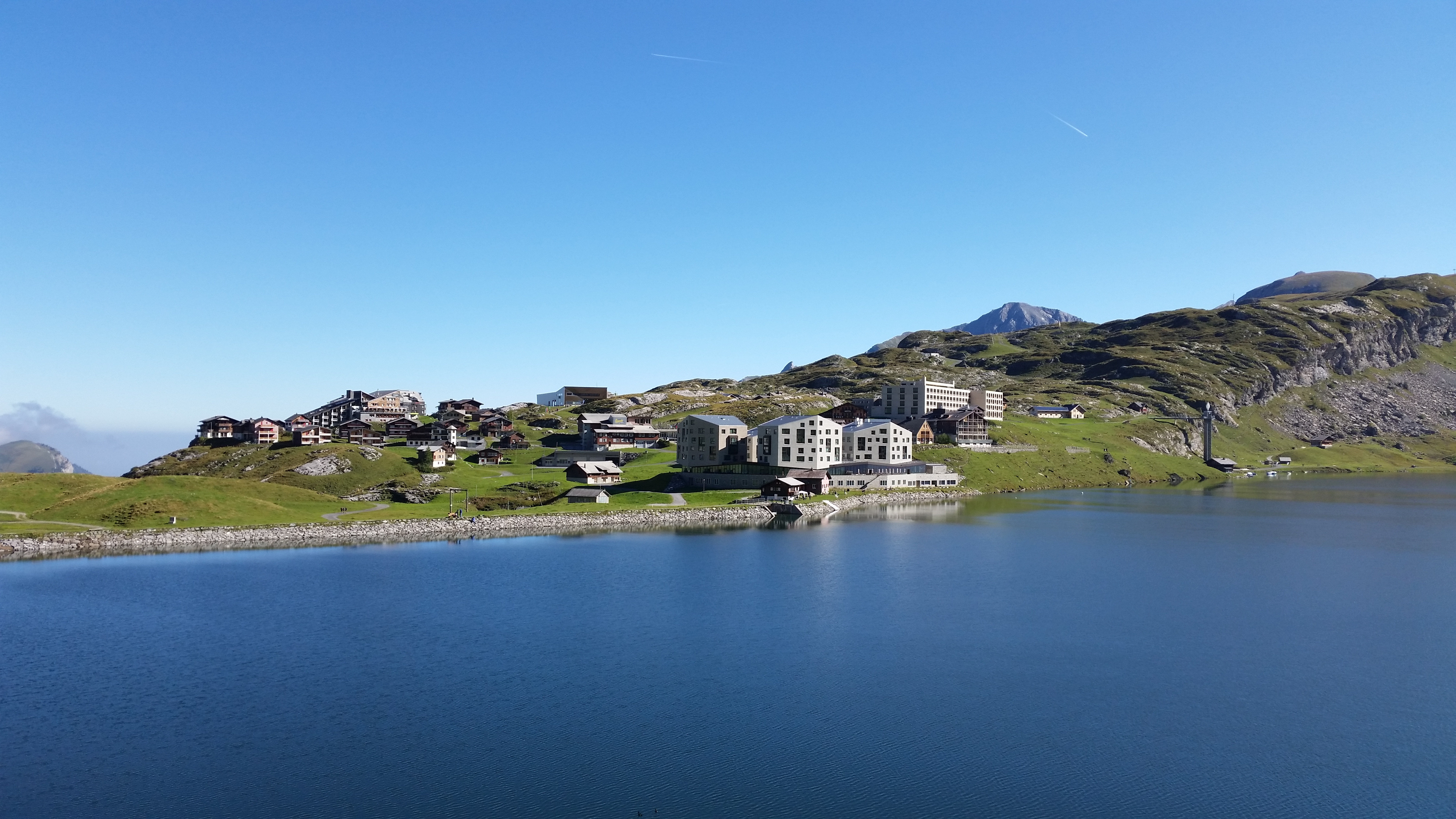
Melchsee-Frutt

Až do pozdního středověku převládalo v Kernsu zemědělství a pastevectví. Až do raného novověku (17. století) se pastevectví zintenzivnilo a zkomercionalizovalo s vývozem skotu a koní až do Lombardie (Como, Varese, Milán). Kromě toho se rozvíjela drobná řemesla, podomní a vesnická výroba: těžba železné rudy (důl Melchtal 15. až 17. století), vápna v Dietriedu (nejpozději od roku 1518) a sádry ve Wisserlenu (nejpozději od roku 1741). V roce 1828 založila továrna na slámu ve Wohlenu (kanton Aargau) školu pletení; v letech 1864 až 1877 se podomácku vyráběla látka tzv. Hüteln (z ovesné a žitné slámy). Od roku 1895 se k výrobě elektrické energie využívá vodní síla a v roce 1905 byla ve Wisserlenu postavena první elektrárna, která zásobovala elektřinou šest ze sedmi obcí Obwaldenu. Tovární průmysl se prosadil v roce 1907, kdy byla v Dietriedu založena továrna na nábytek, a v roce 1936, kdy byla postavena továrna na těstoviny. Díky ekonomickému rozvoji kantonu se v obchodní a průmyslové zóně Sand/Wisserlen od 50. let 20. století usazovaly firmy především z kovoprůmyslu a elektroniky (výroba hodinek Zodiac od roku 1970). Grand Hotel Burgfluh, postavený v letech 1907–1908 architektem Karlem Kollerem, pochází z raných dob hotelnictví. V letech 1937–1972 jej provozovaly sestry dominikánky z Bethanien jako lázeňský hotel, od té doby je využíván soukromě. Turistickou atrakcí je takzvaný Vysoký most (Hohe Brücke, postavený v roce 1943) v Dietriedu, který vede přes téměř 100 metrů hlubokou soutěsku Melchaaschlucht.

## Obyvatelstvo
K 31. prosinci 2021 v obci žilo 6380 obyvatel.

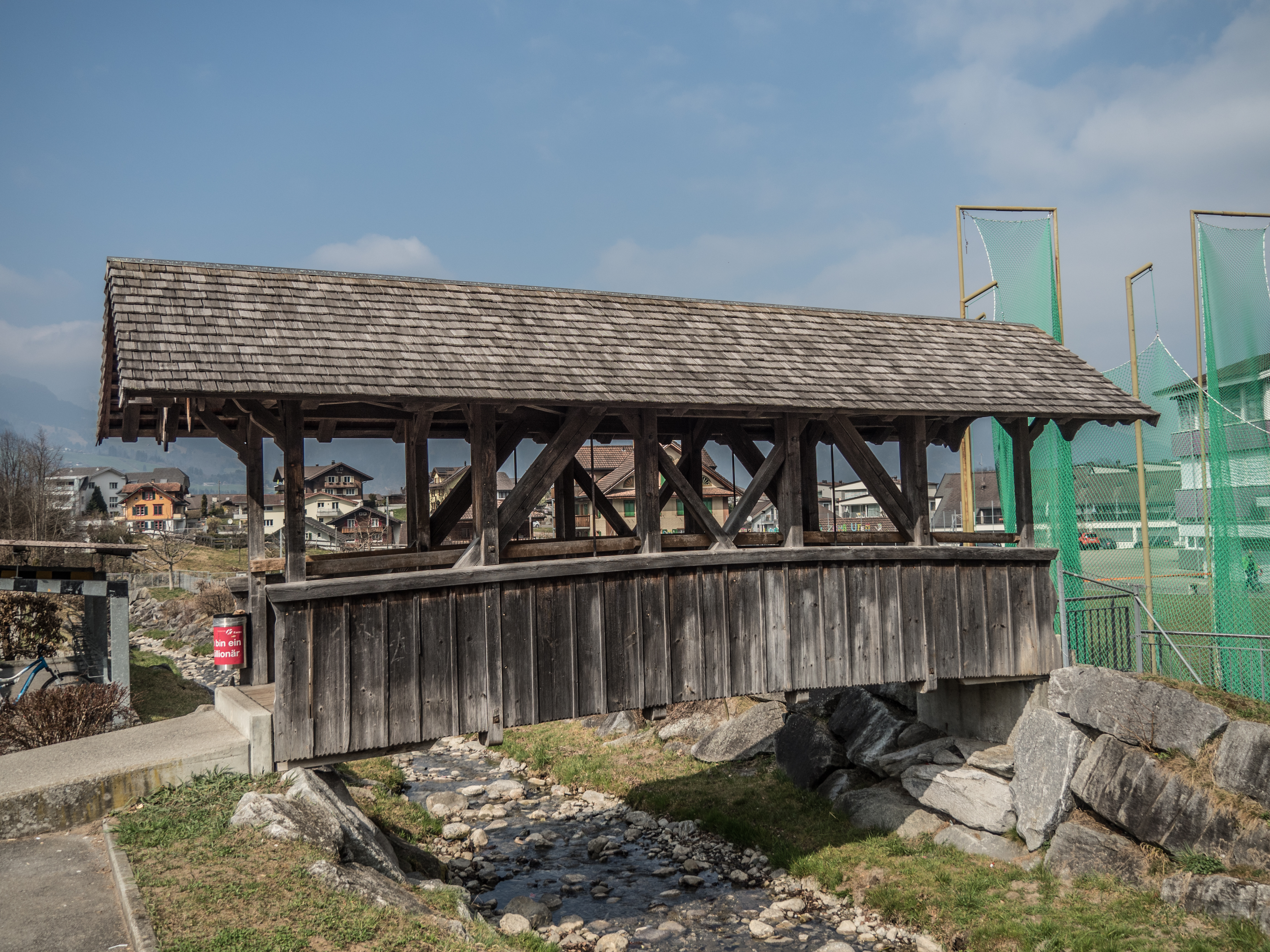
Původní dřevěný most Dossenbrücke v Kernsu

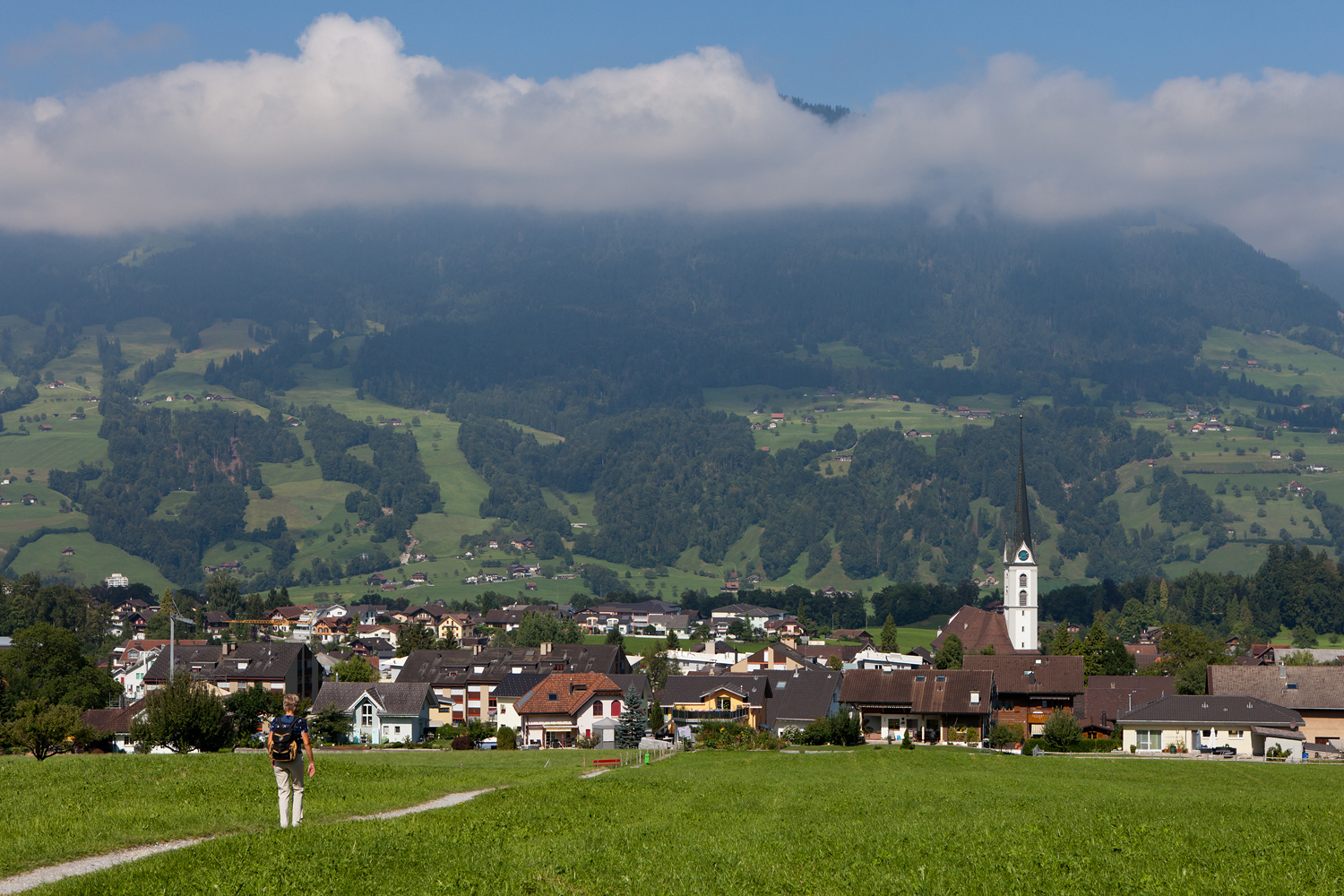
Kerns

### Vývoj populace
Počet obyvatel obce v letech 1758–1850 výrazně vzrostl (+48,0 %). Důvodem byl silný přebytek narozených dětí. V letech 1850 a 1910 byl počet obyvatel téměř stejný (+1,2 %). V mezidobí se pohybovala dokonce pod těmito hodnotami, a to i přes zřetelný přebytek narozených dětí. Důvodem bylo silné vystěhovalectví do průmyslových oblastí Švýcarska a emigrace do zámoří. Již 100 let (od roku 1910) počet obyvatel postupně stoupá. Za 50 let od roku 1910 do roku 1960 o 1 013 osob, tj. o 39,9 %, za posledních 50 let (od roku 1960) pak o 2 047 osob (1960–2010: +57,6 %). Okolo roku 2015 překonal počet obyvatel obce hranici 6 tisíc a stále roste.
Důvodem nárůstu bylo zlepšení služeb veřejné dopravy a především výstavba dálnice A8. To vedlo k založení a usazení mnoha společností a obyvatel. Obec se stala atraktivní pro dojíždějící také díky blízkosti Sarnenu, hlavního města Obwaldenu.
| Vývoj počtu obyvatel | Vývoj počtu obyvatel | Vývoj počtu obyvatel | Vývoj počtu obyvatel | Vývoj počtu obyvatel | Vývoj počtu obyvatel | Vývoj počtu obyvatel | Vývoj počtu obyvatel | Vývoj počtu obyvatel | Vývoj počtu obyvatel | Vývoj počtu obyvatel | Vývoj počtu obyvatel | Vývoj počtu obyvatel | Vývoj počtu obyvatel | Vývoj počtu obyvatel | Vývoj počtu obyvatel | Vývoj počtu obyvatel | Vývoj počtu obyvatel | Vývoj počtu obyvatel | Vývoj počtu obyvatel | Vývoj počtu obyvatel | Vývoj počtu obyvatel | Vývoj počtu obyvatel |
| -------------------- | -------------------- | -------------------- | -------------------- | -------------------- | -------------------- | -------------------- | -------------------- | -------------------- | -------------------- | -------------------- | -------------------- | -------------------- | -------------------- | -------------------- | -------------------- | -------------------- | -------------------- | -------------------- | -------------------- | -------------------- | -------------------- | -------------------- |
| Rok                  | 1744                 | 1758                 | 1799                 | 1811                 | 1850                 | 1860                 | 1870                 | 1880                 | 1888                 | 1900                 | 1910                 | 1920                 | 1930                 | 1941                 | 1950                 | 1960                 | 1970                 | 1980                 | 1990                 | 2000                 | 2010                 | 2015                 |
| Počet obyvatel       | 1820                 | 1695                 | 1999                 | 2236                 | 2509                 | 2310                 | 2333                 | 2497                 | 2364                 | 2392                 | 2540                 | 2662                 | 2956                 | 3244                 | 3406                 | 3553                 | 3807                 | 4200                 | 4691                 | 5101                 | 5569                 | 6098                 |

### Jazyky
Téměř všichni obyvatelé mluví německy jako každodenním hovorovým jazykem, a to místním alemanským dialektem, zvaným Obwaldnerdeutsch. Při sčítání lidu v roce 2000 uvedlo 96,15 % obyvatel jako svůj hlavní jazyk němčinu, 1,33 % albánštinu a 0,47 % portugalštinu.

### Národnostní složení
Z celkového počtu 6 337 obyvatel na konci roku 2018 bylo 5 677 (89,58 %) švýcarských státních příslušníků. Většina přistěhovalců pochází ze střední Evropy (Německo, Rakousko, Maďarsko, Polsko), jižní Evropy (Portugalsko, Itálie a Španělsko), bývalé Jugoslávie (Srbsko, Kosovo a Severní Makedonie), Afriky (Eritrea), Asie (Srí Lanka, Čína, Afghánistán a Sýrie) a Turecka. Při sčítání lidu v roce 2000 mělo 4 762 osob (93,35 %) švýcarské občanství; z toho 84 osob mělo dvojí občanství.

## Doprava

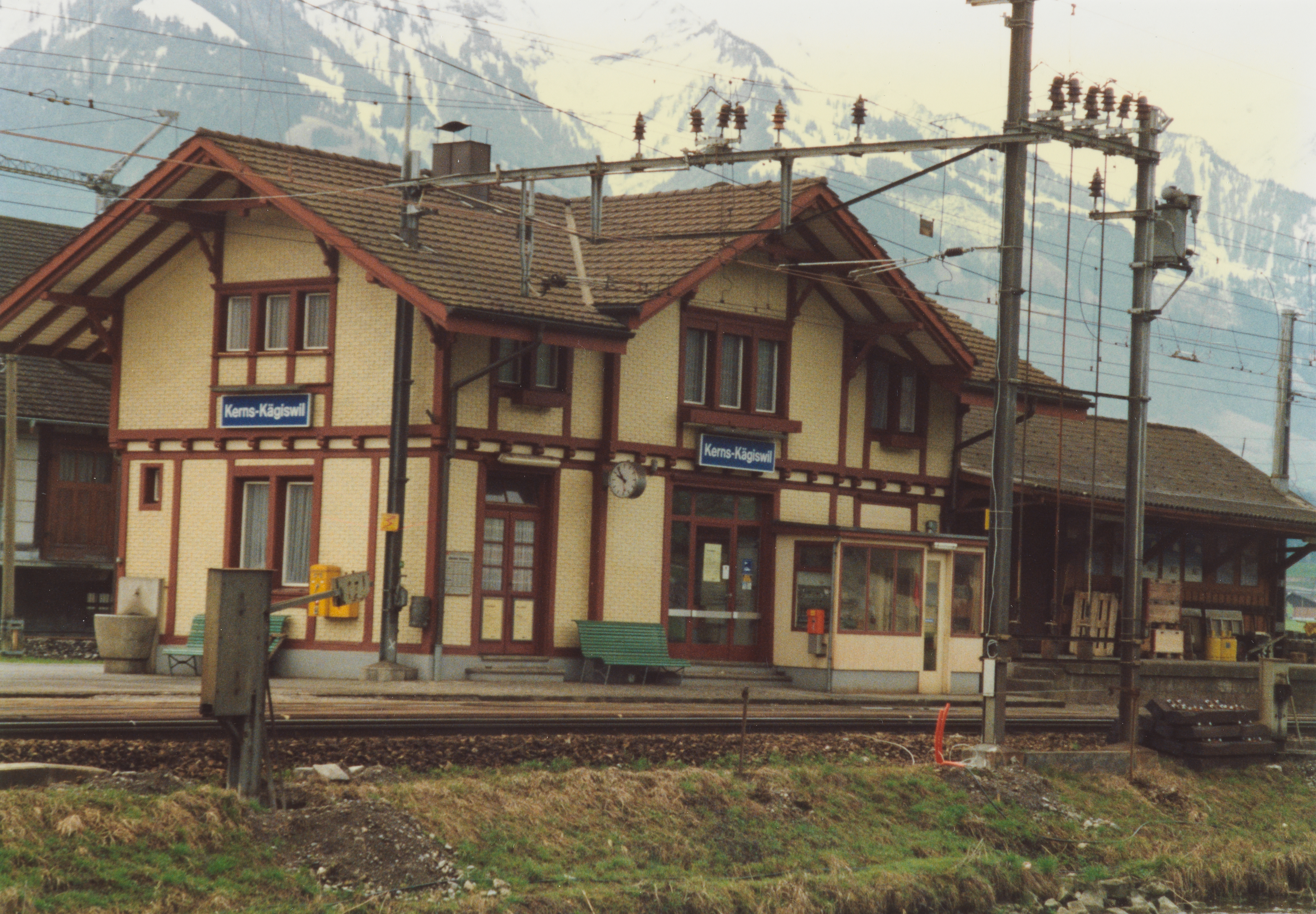
Bývalá železniční stanice Kerns-Kägiswil

Z Kernsu vede silnici Sarnerstrasse do Sarnenu a na sjezd Sarnen Nord na dálnici A8. Kantonální silnice Stanserstrasse vede přes les Kernwald a přes Ennetmoos do Stansu. Do Melchtalu vede silnice Melchtalerstrasse přes St. Niklausen, Melchtal do Stöckalpu, odkud se do Melchsee-Frutt lze dostat lanovkou a v létě po úzké silnici. Kägiswilerstrasse pak vede z Kernsu do Kägiswilu a Flüelistrasse přes Hohe Brücke do Flüeli-Ranft. Ze čtvrti Wisserlen (a také z centra obce přes Unterhalten) vede úzká silnice přes Ächerlipass do Dallenwilu v údolí Engelberg.
Obec Kerns je napojena na síť veřejné dopravy prostřednictvím linek poštovních autobusů Postauto v trasách Sarnen – Kerns – Stans a Stans – St. Jakob – Kerns – Sarnen. Pro turistiku je využívána také linka Sarnen – Melchtal – Stöckalp, kromě toho jezdí poštovní autobusy ze Sarnenu přes Kerns do Flüeli-Ranft.
Železniční spojení obec nemá, nejbližší stanice se nachází ve 2 kilometry vzdáleném Sarnenu na trati Brünigbahn (v současnosti patřící pod železniční společnost Zentralbahn). Až do 90. let byla na této trati v provozu stanice Kerns-Kägiswil (nacházející se však v katastru Kägiswilu); následně však byla pro malý zájem cestujících v rámci rekonstrukce a optimalizace trati zrušena.